# 去氧核糖核酸病毒
去氧核糖核酸病毒（英語：DNA virus）又稱DNA病毒，其遺傳物質為DNA，分为雙鏈DNA病毒、單鏈DNA病毒两大类。

## 雙鏈去氧核糖核酸病毒（dsDNA病毒）
例如：如腺病毒、疱疹病毒、痘病毒。

### 遗传信息传递过程
1. 利用宿主细胞RNA聚合酶转录（产生早期mRNA）並翻译出用于自身DNA复制的DNA聚合酶（此为早期蛋白质）。[註 1]
2. 亲代dsDNA进行半保留复制，大量复制自带病毒DNA，即子代dsDNA。
3. 从其中负链DNA转录出mRNA（此为晚期mRNA），翻译出病毒蛋白质（此为晚期蛋白质，多为结构蛋白，如衣壳蛋白）。
4. 子代dsDNA与结构蛋白质组装成为子代病毒。

## 單鏈去氧核糖核酸病毒（ssDNA病毒）
一般为正链DNA病毒，例如：细小病毒。

### 遗传信息传递过程
1. 利用宿主的DNA聚合酶，以正链DNA为模板生成互补负链DNA，组成复制型±DNA。
2. ±DNA分子半保留复制。
3. 负链DNA从复制型分子中脱离。
4. 在宿主细胞的RNA聚合酶作用下，以负链DNA为模板转录出mRNA，翻译生成衣壳蛋白。
5. 衣壳蛋白积累，达到一定数量后包裹正链DNA，组装成为子代病毒。

## 列表

### 雙鏈去氧核糖核酸病毒
- 有尾噬菌體目（Caudovirales）
  - 肌尾噬菌體科（Myoviridae）
  - 長尾噬菌體科（Siphoviridae）
  - 短尾噬菌體科（Podoviridae）
- 尚未歸入任何病毒目
  - 古噬菌體科（Rudiviridae)：古噬菌體屬（Rudivirus）
    - 代表種：硫化裂葉噬菌體SIRV1（Sulfolobus virus SIRV1）

  - 復層噬菌體科（Tectiviridae）：復層噬菌體屬（Tectivirus）
    - 代表種：腸桿菌噬菌體PRD1（Enterobacteria phage PRD1）

  - 覆蓋噬菌體科（Corticoviridae）：覆蓋噬菌體屬（Corticovirus）
    - 代表種：交替單胞菌噬菌體PM2（Alteromonas phage PM2）

  - 脂毛噬菌體科（Lipothrixviridae）
  - 芽生噬菌體科（Plasmaviridae）：芽生噬菌體屬（Plasmavirus）
    - 代表種：無膽甾原體L2噬菌體（Acholeplasma phage L2）

  - 微小紡錘形噬菌體科（Fuselloviridae）：微小紡錘形噬菌體屬（Fusellovirus）
    - 代表種：硫化裂葉噬菌體SSV1（Sulfolobus virus SSV1）

  - 藻類去氧核糖核酸病毒科（Phycodnaviridae）
  - 滴狀病毒科（Guttaviridae）
  - 痘病毒科（Poxviridae）
  - 虹彩病毒科（Iridoviridae）
  - 多去氧核糖核酸病毒科（Polydnaviridae）
  - 疱疹病毒科（Herpesviridae）
  - 多瘤病毒科（Polyomaviridae）：多瘤病毒屬（Polyomavirus）
    - 代表種：猴病毒40（Simian virus 40）

  - 乳頭瘤病毒科（Papillomaviridae）：乳頭瘤病毒屬（Papillomavirus）
    - 代表種：棉尾兔乳頭瘤病毒（Cottontail rabbit papillomavirus）

  - 腺病毒科（Adenoviridae）
  - 囊泡病毒科（Ascoviridae）：囊泡病毒屬（Ascovirus）
    - 代表種：秋行軍蟲囊泡病毒（Spodoptera frugiperda ascovirus）(秋黏蟲；草地夜蛾)

  - 棒狀病毒科（Baculoviridae）
  - 線極病毒科（Nimaviridae）：白點病毒屬（Whispovirus）
    - 代表種：蝦白點症病毒1（White spot syndrome virus 1; WSSV-1）

  - 非洲豬瘟病毒科（Asfarviridae）：非洲豬瘟病毒屬（Asfivirus）
    - 代表種：非洲豬瘟病毒（African swine fever virus）
- 未分屬
  - Mimivirus
  - 根前毛（瓶絲）壺菌病毒屬（Rhizidiovirus）

### 單鏈去氧核糖核酸病毒
- 噬菌體
  - 絲狀噬菌體科(Inoviridae, Filamentous Bacteriophages)
  - 微小噬菌體科(Microviridae)
- 病毒
  - 聯體病毒科(Geminiviridae)
  - 圓環病毒科(Circoviridae) - 圓病毒屬(Circovirus)、環轉病毒屬(Gyrovirus)
  - 矮化病毒科(Nanoviridae) - 矮化病毒屬(Nanovirus)、香蕉頂束病毒屬(Babuvirus)
  - 小DNA病毒科(Parvoviridae細小DNA病毒科)
    - 小DNA病毒科亞科(Parvovirinae細小病毒亞科)
    - 濃核病毒亞科(Densovirinae)

  - 未分類屬
    - Anellovirus(Torque teno virus)

## 备注
1. ↑  也有一些病毒，如痘病毒，自身就带有RNA聚合酶，直接转录并翻译出DNA聚合酶。